# Tommaso Tittoni
Tommaso Tittoni (Roma, 16 novembre 1855 – Roma, 7 febbraio 1931) è stato un diplomatico e politico italiano. Fu Presidente del Senato del Regno dal 1919 al 1929. È il Presidente del Consiglio con il mandato più breve di tutta la storia dell'Italia unita.

## Inizi della carriera politica
Nacque a Roma, durante il periodo risorgimentale, da Vincenzo, patriota che prese parte ad alcune azioni contro lo Stato Pontificio e nel 1860 fu costretto a fuggire con la famiglia in Campania; tornato nella Capitale solo dieci anni dopo, sarebbe stato il primo Tittoni a diventare deputato e senatore del Regno d'Italia.
Tommaso Tittoni studiò legge e dopo la laurea in giurisprudenza entrò in politica con il gruppo liberal-conservatore. Fu eletto alla Camera dei deputati dal 1886 nella XVI legislatura e lo restò per quattro legislature fino al 1897.
Dal 1898 al 1903 fu Prefetto, prima a Perugia (15 maggio 1898 - 1º settembre 1900), e poi a Napoli (1º settembre 1900 - 3 novembre 1903).
Fu poi nominato senatore da re Vittorio Emanuele III di Savoia il 25 novembre 1902.

## La politica estera (1903-1920)
Fu Ministro degli esteri dal 1903 al 1905 e fu brevemente Presidente del Consiglio dei ministri per soli dodici giorni, dal 16 al 28 marzo 1905: il suo governo fu il più breve della storia dell'Italia unita. Da marzo al dicembre 1905 fu ministro dell'interno nel governo Fortis I.
Ambasciatore Italiano a Londra (dal febbraio al maggio 1906), quell'anno tornò alla carica di Ministro degli esteri nel Governo Giolitti III e come tale, nel 1908, si dovette confrontare con la difficile situazione creata dalla crisi bosniaca. Tale evento diplomatico fu di così grande rilevanza da essere considerato, di fatto, la fine della Triplice Alleanza, in quanto l'Austria-Ungheria rifiutò di concedere all'Italia quei compensi territoriali che erano stati concordati nell'accordo del 1891, in caso di espansione austriaca nei Balcani.

### La crisi bosniaca
Il 6 ottobre 1908 l'Imperatore d'Austria-Ungheria Francesco Giuseppe diede all'Europa l'annuncio dell'annessione nei suoi territori della Bosnia ed Erzegovina, provincia formalmente ottomana ma che l'Austria amministrava grazie al trattato di Berlino dal 1878. L'opinione pubblica italiana, interpretando a favore dell'Italia l'articolo 7 della Triplice Alleanza, reclamò al Ministro degli Esteri Tittoni l'ottenimento di compensi territoriali o di altro tipo da parte dell'Austria.
Tittoni, che aveva avuto colloqui con il Ministro degli esteri austriaco Aehrenthal sull'argomento della Bosnia, apparve subito in difficoltà a contenere le proteste. Tanto più che il 6 ottobre, in un discorso a Carate Brianza, il ministro italiano aveva chiesto la fiducia del popolo sulla questione balcanica. Quando però fu chiaro che l'Austria non aveva intenzione di concedere nulla, la campagna di stampa contro di lui fu durissima. Per convincere il governo di Vienna a cedere, Tittoni contattò più volte l'ambasciatore austriaco a Roma, Heinrich von Lützow, pregandolo di considerare, per il bene delle due nazioni, la necessità di un compenso per l'Italia; ma la proposta del ministro italiano di aprire un'università italiana a Trieste (allora austriaca) fu immediatamente respinta.
L'11 ottobre fece supplicare Aehrenthal affinché usasse «tutta la sua influenza perché il tema della conoscenza preventiva e dell'approvazione dell'annessione da parte dell'Italia non venisse trattato in alcun modo né da parte dei circoli dirigenti né da parte della stampa» austriaca. Due giorni dopo ripartiva alla carica con Lützow sul tema dei compensi: se non Trieste, l'università italiana poteva sorgere a Trento, più fedele all'imperatore asburgico. L'ambasciatore comunicò la proposta ad Aehrenthal che prese tempo.
Già dall'8 ottobre, sulla possibilità di una conferenza internazionale, Tittoni aveva cambiato idea: troppo tardi si era reso conto che la soluzione migliore sarebbe stata non un incontro a tre fra Austria, Germania e Italia, come aveva inizialmente proposto, ma una conferenza allargata a tutti i Paesi che parteciparono al Congresso di Berlino. Per ammansire l'opinione pubblica propose come sede dell'incontro l'Italia. Alle prime perplessità del Cancelliere tedesco Bülow, il quale dichiarò che l'Austria non era d'accordo, Tittoni affermò che in caso di rifiuto dell'Austria, la Gran Bretagna (che invece accettava la conferenza) avrebbe mandato un ultimatum all'Austria, ritirato l'ambasciatore e mandato una squadra navale nell'Adriatico. In questa situazione lui si sarebbe dimesso e l'Italia, per non trovarsi in una crisi grave con la Gran Bretagna, avrebbe dovuto abbandonare la Triplice alleanza.
L'ambasciatore Lützow riferendo ciò ad Aehrenthal, osservò: «A quanto pare la fedeltà dell'Italia all'alleanza non giunge fino a sopportare tale contegno dell'Inghilterra» e il Ministro degli Esteri austriaco rimase sulla sua posizione rifiutando la minaccia italiana di lasciare l'alleanza. Ritiratosi anche sul punto della conferenza, il Ministro degli Esteri italiano, il 26 ottobre, tornò sulla questione dei compensi, chiedendo, questa volta un piccolo ritocco del confine austro-italiano di modo da far rientrare le “rovine di Aquileia” in Italia. Questa volta il rifiuto di Aehrenthal fu così deciso che il ministro austriaco rimproverò al suo ambasciatore di aver anche solo «consentito una conversazione sulla proposta di una rettifica di frontiera ad Aquileia».
Così fu che Tittoni dovette presentarsi, nel dicembre 1908, in Parlamento senza avere ottenuto né i compensi, né assicurazioni sulla conferenza internazionale. Egli tuttavia si difese con abilità e riuscì a non subire conseguenze dalla Crisi bosniaca, dimostrando che la politica seguita dall'Italia con l'Austria era l'unica percorribile date le circostanze.

### A Parigi

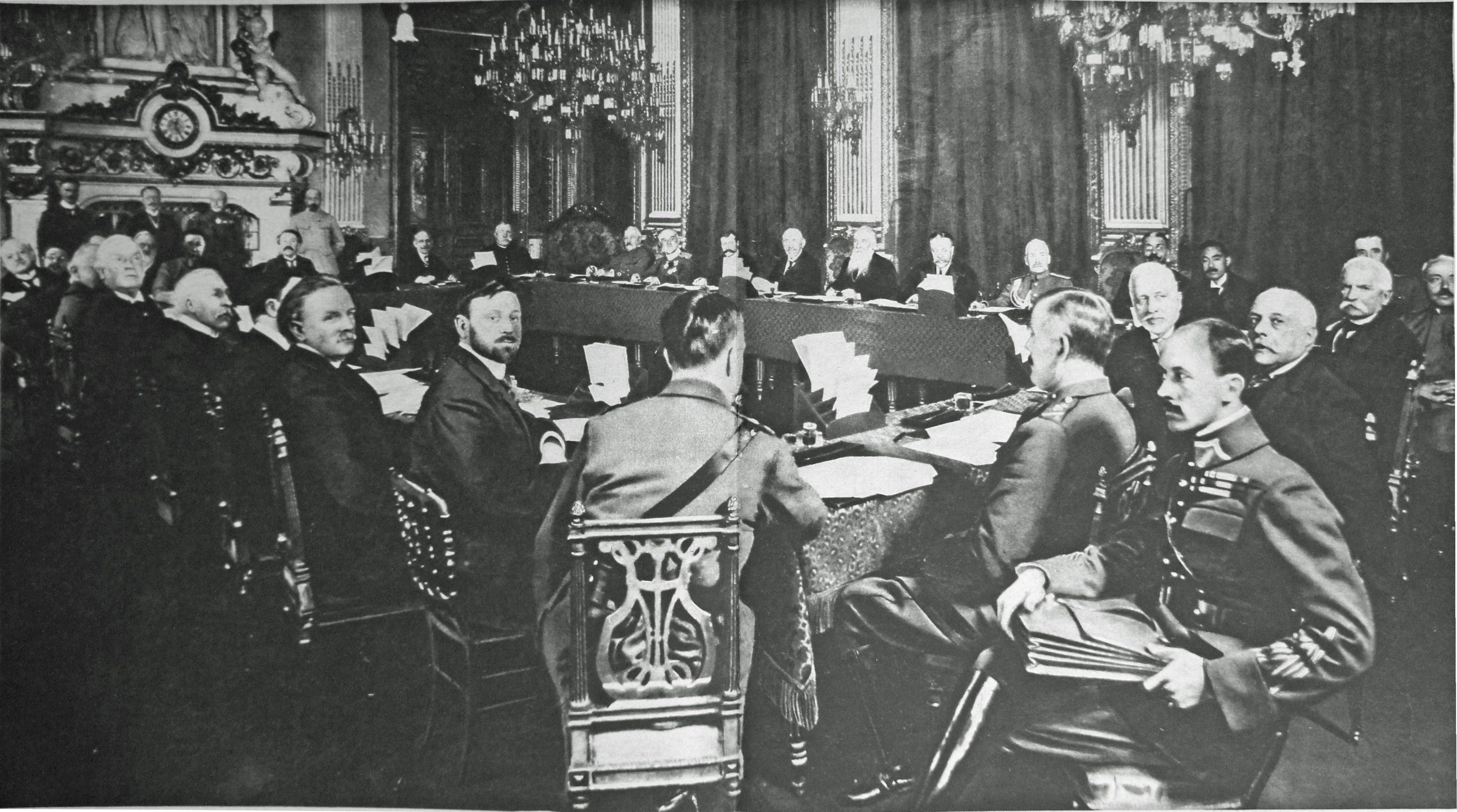
Tommaso Tittoni alla Conferenza degli Alleati il 27-28 marzo 1916

Lasciata nel dicembre 1909 la Farnesina, ricoprì, ancora, la carica di Ambasciatore a Parigi, dall'aprile 1910 al novembre 1916. Fu poi per la terza volta Ministro degli esteri nel Governo Nitti dal 23 giugno 1919 al dicembre dello stesso anno, e fu anche Capo della Delegazione Italiana alla Conferenza di Pace di Parigi fino alle dimissioni del Governo il 21 maggio 1920.

### Accordo Tittoni-Venizelos
Da Ministro degli Esteri nel Governo Nitti, il 29 luglio 1919 concluse l'accordo segreto Venizelos-Tittoni con il governo greco di Eleutherios Venizelos, in modo da poter coordinare il comportamento greco alla Conferenza di pace di Parigi sulla questione albanese e contenere le ambizioni della Serbia.
Con l'istituzione del regno dei Serbi, Croati e Sloveni, l'Italia si vedeva nuovamente minacciata nell'Adriatico, così la sicurezza in quel mare divenne il leitmotiv del comportamento italiano alla Conferenza di pace e negli anni immediatamente successivi: Roma non poteva tollerare, dopo aver eliminato il pericolo austriaco, di ritrovarsi con un'altra minaccia alle sue coste. Gli slavi infatti si erano ingranditi notevolmente, mentre il Governo italiano aveva stimato che al massimo il loro allargamento si sarebbe limitato al Montenegro.
Per contrastare gli jugoslavi, che godevano dell'appoggio del presidente statunitense Woodrow Wilson, Tittoni concluse l'accordo con i Greci: la Grecia avrebbe appoggiato le richieste italiane di un mandato in Albania e dell'annessione di Valona, mentre l'Italia avrebbe acconsentito a rettifiche territoriali nel nord dell'Epiro e appoggiato la Grecia per l'annessione di territori già facenti parte dell'Impero ottomano (Epiro, Macedonia, Tracia meridionale). Inoltre, l'Italia s'impegnava a cedere progressivamente alla Grecia le isole del Dodecaneso, che aveva strappato alla Turchia nel 1912.
L'accordo era evidentemente sbilanciato a sfavore dell'Italia, in quanto l'Albania era stata riconosciuta come Stato indipendente sin dal 1912, e non aveva partecipato alla prima guerra mondiale; di conseguenza, la limitazione della sua sovranità, da parte dell'Italia, produceva un altro caso di violazione del principio di nazionalità, nel settore balcanico, scoprendo ulteriormente il fianco alle critiche concernenti un presunto imperialismo italiano. La Grecia, al contrario, si garantiva l'appoggio per l'annessione di territori già facenti parte dello sconfitto Impero Ottomano, parte dei quali conquistati proprio grazie al sacrificio dell'esercito italiano.
Il mese successivo, i greci resero pubblico l'accordo. Le conseguenze furono disastrose per l'Italia, che fu costretta a fronteggiare una rivolta anti-italiana a Valona, mentre il Governo filo-italiano nell'Albania del Sud, con sede a Durazzo, veniva rovesciato; nel frattempo, a Tirana si installava un Governo ostile all'Italia. L'espansione della rivolta di Valona, che vedeva la guarnigione italiana assediata, portò Carlo Sforza, Ministro degli esteri nel successivo Governo Giolitti V a denunciare l'Accordo Tittoni-Venizelos e a concludere un trattato di amicizia con gli albanesi (2 agosto 1920); il trattato sancì l'abbandono di Valona, pur mantenendo l'isolotto di Saseno, a garanzia del controllo militare italiano sulle due sponde del canale di Otranto.

## Nel fascismo

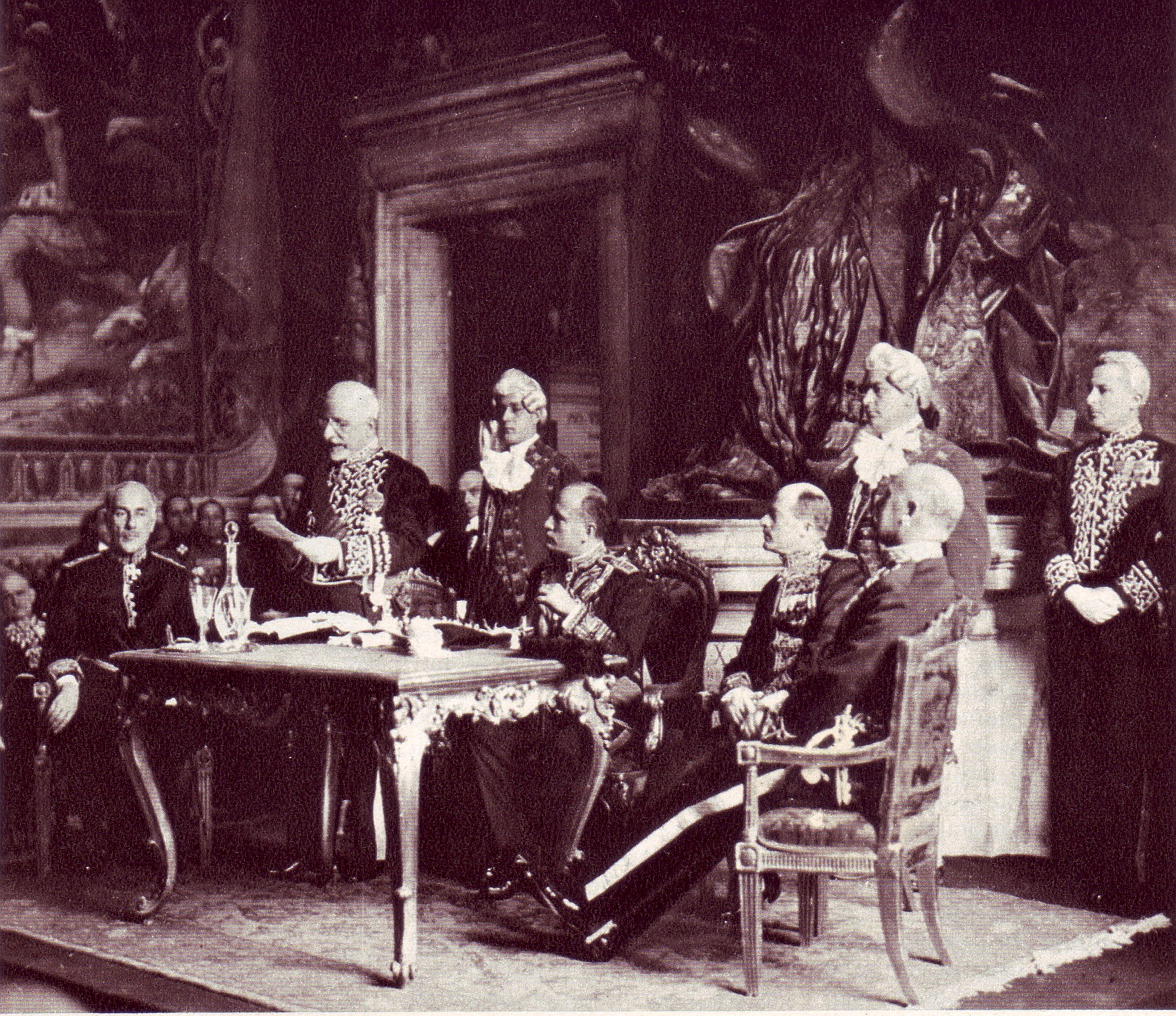
Il discorso inaugurale dell'Accademia d'Italia tenuto da Tommaso Tittoni

Dal 1º dicembre 1919 al 21 gennaio 1929 fu Presidente del Senato.
Dopo la Marcia su Roma, Tittoni appoggiò Mussolini. Alla Marcia su Roma partecipò anche Attilio Pozzi, suo nipote (Tittoni era fratello di sua madre), che nel 1944 sarà podestà di Montopoli di Sabina (comune fino al 1929 in provincia di Perugia, poi incluso nella provincia di Rieti istituita in quell'anno).
Socio dell'Accademia dei Lincei, fu scelto come il primo Presidente dell'"Accademia d'Italia" (28 ottobre 1929 - 16 settembre 1930), la più importante istituzione culturale dell'Italia fascista. Fra il 1928 e il settembre 1930, in virtù dei suoi incarichi, fece parte del Gran consiglio del fascismo in qualità di componente di diritto. L'8 aprile 1923 fu nominato Cavaliere dell'Annunziata dal re Vittorio Emanuele III di Savoia.
Fu membro della Massoneria.

### Annotazioni
1. ↑  Manziana secondo alcune fonti; cfr.  Tommaso Tittoni, in Treccani.it – Enciclopedie on line, Roma, Istituto dell'Enciclopedia Italiana. URL consultato il 13 luglio 2019.
«(Roma 1855 - Manziana 1931)»

### Bibliografiche
1. ↑   Francesco Tommasini, TITTONI, Tommaso, in Enciclopedia Italiana, Roma, Istituto dell'Enciclopedia Italiana. URL consultato il 13 luglio 2019.
«nato a Roma il 16 novembre 1855, ivi morto il 7 febbraio 1931»
2. ↑  Scheda sito Camera dei Deputati
3. ↑  Incarichi di governo
4. ↑  Albertini, Le origini della guerra del 1914, Milano, 1942, Vol. I, pp. 246, 247, 248.
5. ↑  Albertini, Le origini della guerra del 1914, Milano, 1942, Vol. I, pp. 245, 246, 249, 250.
6. ↑  Albertini, Le origini della guerra del 1914, Milano, 1942, Vol. I, p. 254.
7. ↑  I mandati erano una forma di amministrazione fiduciaria, che veniva accordata alle potenze vincitrici per veicolare l'indipendenza dei popoli delle ex colonie tedesche e dei territori arabi dell'ex Impero Ottomano.
8. ↑  Carlo Sforza, L'Italia dal 1914 al 1944 quale io la vidi, Mondadori, Roma, 1945, pagg. 91-92
9. ↑  Secondo il "Repertorio" trasmesso a Mussolini nel 1929 (ACS, Segreteria Particolare del Duce, 346/R, b. 51), citato da Aldo A. Mola,Storia della Massoneria in Italia, Bompiani/Giunti, Firenze-Milano, 2018, p. 344.